# Kanako Murakami
Kanako Murakami (村上 佳菜子, Murakami Kanako), née le 7 novembre 1994 à Nagoya au Japon, est une patineuse artistique japonaise. Elle obtient le titre de championne du monde junior en 2010, avant de remporter quelques mois plus tard son premier Grand Prix en senior, le Skate America puis les Jeux Asiatiques en 2011. Médaillée de bronze aux Championnats des quatre continents en 2013, elle s'impose dans cette compétition en 2014. Aux Championnats du monde, elle termine au pied du podium en 2013 (quatrième). Elle compte également une participation aux Jeux olympiques à l'occasion de l'édition 2014 à Sotchi.

## Programmes
| Saison    | Programme court | Programme libre                                                                                              | Programme d'exhibition                                                                  |
| --------- | --- | --- | --------------------------------------------------------------------------------------- |
| 2014-2015 | - Think of Me (de la comédie musicale: The Phantom of the Opera) par Andrew Lloyd Webber | - The Phantom of the Opera par Andrew Lloyd Webber                                                           | - Néctar Flamenco par Eduardo Niebla - Frente a Frente par Lucía Méndez                 |
| 2013–2014 | - Chaconne (de l'œuvre Partita pour violon seul nº 2) par Jean-Sébastien Bach arangé par Ikuko Kawai chorégraphie par Tatiana Tarasova - Catgroove par Parov Stelar - Libella Swing par Parov Stelar - Swing Bop | - Papa, Can You Hear Me? (du film: Yentl) composé par Michel Legrand chorégraphie par Pasquale Camerlengo    | - King of Anything par Sara Bareilles - Le Masque de Zorro par James Horner             |
| 2012–2013 | - Prayer for Taylor par Michael W. Smith chorégraphie par Marina Zueva | - Oblivion - A fuego lento - Adios Nonino par Astor Piazzolla chorégraphie par Pasquale Camerlengo           | - Someone like You - Rolling in the Deep par Adele                                      |
| 2011–2012 | - Chaconne (de l'œuvre Partita pour violon seul nº 2) par Jean-Sébastien Bach arrangé par Ikuko Kawai chorégraphie par Tatiana Tarasova                                                                          | - Concerto pour violon en mi mineur, opus 64 par Felix Mendelssohn chorégraphie par Marina Zueva             | - Amarti Si par Filippa Giordano                                                        |
| 2010–2011 | - Jumpin' Jack par Big Bad Voodoo Daddy | - Le Masque de Zorro par James Horner                                                                        | - Be Italian (du film Nine) chanté par Fergie                                           |
| 2009–2010 | - Néctar Flamenco par Eduardo Niebla - Frente a Frente par Lucía Méndez | - Le Lac des cygnes par Piotr Ilitch Tchaïkovski                                                             | - (The Legend of) Miss Baltimore Crabs (du film Hairspray) chanté par Michelle Pfeiffer |
| 2008–2009 | - Les Feux de la rampe - Les Temps modernes par Charlie Chaplin | - Diablo Rojo par Rodrigo y Gabriela - Selections par Jose Luis Encinas - Vamos A Bailar par les Gipsy Kings | - Baby Face par Brenda Lee                                                              |

## Palmarès

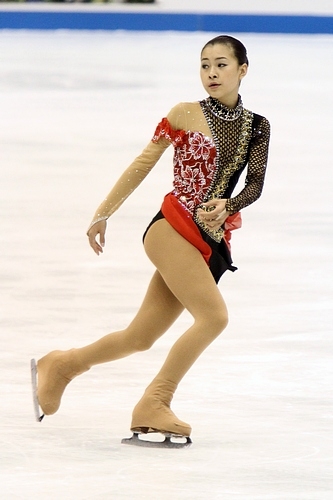
Kanako Murakami lors du Trophée NHK en 2010

| Compétition                   | 2009    | 2010    | 2011    | 2012    | 2013    | 2014    | 2015    | 2016    | 2017    |  |  |  |  |  |  |
| Jeux olympiques d'hiver       |         |         |         |         |         | 12e     |         |         |         |  |  |  |  |  |  |
| Championnats du monde         |         |         | 8e      | 5e      | 4e      | 10e     | 7e      |         |         |  |  |  |  |  |  |
| Quatre continents             |         |         |         | 4e      | 3e      | 1re     |         | 7e      |         |  |  |  |  |  |  |
| Championnats du Japon         | 7e      | 5e      | 3e      | 3e      | 2e      | 2e      | 5e      | 6e      | 8e      |  |  |  |  |  |  |
| Championnats du monde juniors |         | 1re     |         |         |         |         |         |         |         |  |  |  |  |  |  |
|                               |         |         |         |         |         |         |         |         |         |  |  |  |  |  |  |
| Grand Prix ISU                | 2008/09 | 2009/10 | 2010/11 | 2011/12 | 2012/13 | 2013/14 | 2014/15 | 2015/16 | 2016/17 |  |  |  |  |  |  |
| Finale du Grand Prix          |         |         | 3e      |         |         |         |         |         |         |  |  |  |  |  |  |
| Skate America                 |         |         | 1re     |         |         |         |         |         | 10e     |  |  |  |  |  |  |
| Skate Canada                  |         |         |         |         | 3e      |         |         | 4e      |         |  |  |  |  |  |  |
| Coupe de Chine                |         |         |         | 6e      |         | 4e      | 3e      |         |         |  |  |  |  |  |  |
| Trophée de France             |         |         |         | 4e      |         |         |         | 4e      |         |  |  |  |  |  |  |
| Coupe de Russie               |         |         |         |         | 4e      | 7e      |         |         | 11e     |  |  |  |  |  |  |
| Trophée NHK                   |         |         | 3e      |         |         |         | 4e      |         |         |  |  |  |  |  |  |
|                               |         |         |         |         |         |         |         |         |         |  |  |  |  |  |  |